# 平忠盛
平忠盛（1096年—1153年），日本平安時代末期武士。他出身伊勢平氏，同時也是後來的權臣平清盛的父親。
忠盛之父平正盛擔任白河法皇的北面武士，在討伐源義親之戰中聲名顯著，並同河內源氏的源義忠聯姻中得勢。憑藉父親的關係，忠盛13歲成為左衛門少尉，兩年後成為檢非違使，負責維持京都的治安。1113年（天永4年）捕獲盜賊，同年成功阻止興福寺僧眾的騷亂。法皇十分讚賞他，將自己的寵妃祗園女御賜給了他。
1120年（保安元年），在擔任越前守之際，越前國發生殺人案件。兇手是日吉社的一名神人，忠盛逮捕了他，在押往檢非違廳的途中被延曆寺的僧兵劫走。白河法皇支持忠盛，逮捕了劫犯人的僧兵。此後忠盛獲得了昇殿的許可，並娶藤原宗子（池禪尼）為正室。
在鳥羽上皇執政時期，忠盛又多次參加討伐海賊的活動。1132年（天承2年），忠盛奉上皇之命建成了得長壽院，因功得到了內昇殿的許可。這在當時是前所未有的，因此受到了殿上人的忌恨，試圖在豐明節會上殺死忠盛。忠盛得知後，佩帶貼有銀箔的木刀登殿，公卿們因為害怕而不敢下手。鳥羽上皇非常讚賞他的行為，此後更是受到重用。
此後，平忠盛不斷昇遷，其最高的官位是正四位上刑部卿。忠盛一生曾轉任數個國的國守，積累了大量財富、威望和政治根基，為其子平清盛建立平氏政權奠定了基礎。

## 經歷
※日期＝舊曆（農曆）
- 嘉承3年，後改元天仁元年（1108年）（13歲）

8月29日:左衛門少尉
- 天永2年（1111年）（16歲）

兼任檢非違使
- 天永4年，後改元永久元年（1113年）（18歲）

3月:敘從五位下。檢非違使、左衛門少尉如元
- 永久5年（1117年）（22歲）

11月26日以前:伯耆守。兼右馬權頭
- 元永3年，後改元保安元年（1120年）（25歲）

11月25日:越前守
- 大治2年（1127年）（32歲）

正月5日（推定）:從四位下
12月20日:備前守。兼任左馬權頭（兼任左馬權頭的時間不明）
- 大治4年（1129年）（34歲）

正月6日（推定）:從四位上。備前守如元（兼任左馬權頭的時間不明）
- 大治5年（1130年）（35歳）

正月7日:正四位下。備前守如元（兼任左馬權頭的時間不明）
- 天承2年，後改元長承元年（1132年）（37歲）

正月19日:備前守重任
3月13日:獲准內昇殿
- 長承4年，後改元保延元年（1135年）（40歲）

4月:轉任中務大輔
4月8日:奉命征討海賊
- 保延2年（1136年）（41歲）

2月11日以前:美作守。中務大輔如元（已確定其在康治3年(1144年)正月24日已經擔任美作守）
- 康治3年，後改元天養元年（1144年）（49歲）

9月29日以前:尾張守。兼任右京大夫
10月28日:正四位上。尾張守、右京大夫如元
- 天養2年，後改元久安元年（1145年）（50歲）

10月24日以前:播磨守。兼任右京大夫（已確定其在久安2年(1146年)4月29日已經擔任右京大夫）
- 久安4年（1148年）（53歲）

鳥羽院執事別当
- 久安5年（1149年）（54歲）

4月3日:播磨守重任
8月28日:兼任内藏頭
- 久安7年，後改元仁平元年（1151年）（56歲）

2月2日:轉任刑部卿。内藏頭如元
- 仁平2年（1152年）（57歲）

3月　日:辭去内藏頭職
- 仁平3年（1153年）（58歲）

正月13日:辭去刑部卿職
正月15日:死去
※參照宮崎康充《國司補任》（續群書類從完成会）及《中右記》等史料。

## 家族
- 父：平正盛
- 母不詳
- 兄弟：
  - 平貞正
  - 平忠正
  - 平時盛
  - 有一妹嫁源義忠為正室

- 妻：
  - 正妻：池禪尼（即藤原宗子）
  - 祗園女御之妹
  - 源信雅的女兒
  - 藤原家隆的女兒
  - 藤原為忠的女兒

- 子：
  - 長子：平清盛
  - 次子：平家盛
  - 三子：平經盛
  - 四子：平教盛
  - 五子：平賴盛
  - 六子：平忠度
  - 養子：平忠重
  - 另有四女，分別嫁藤原親政、源有房、藤原隆教和藤原顯時。